# Beatrice von Schwerin
Julia Beatrice Ottonie von Schwerin, född 17 november 1978, är en svensk entreprenör och filmproducent bland annat i Danmark på Miso Film för tv-serier som Dicte och 1864. Tillsammans med Lisa Leuhusen har hon grundat Blanchestories, som var med bland 2023 års vinnare av Guldägget.

## Utmärkelser
- Peaceforce (2011) vann Canal plus-priset på Clermont Ferrand Film Festival och var nominerad till Robert för bästa kortfilm 2011.[2]
- Vinnare av Student Academy Awards i USA 2016 för All These Voices (2015).[3][4]
- Vinnare av Guldägget 2023.[5]

## Filmografi
- Peaceforce (2011)
- Den som dräper (2011)
- Ginger & Rosa (2012)
- Dicte (2013)
- All These Voices (2015)
- The Feels (2017)
- Inheritance (2017)